# 12064 Ґіродон
12064 Ґіродон (12064 Guiraudon) — астероїд головного поясу, відкритий 28 березня 1998 року.
Тіссеранів параметр щодо Юпітера — 3,328.